# Tomboy

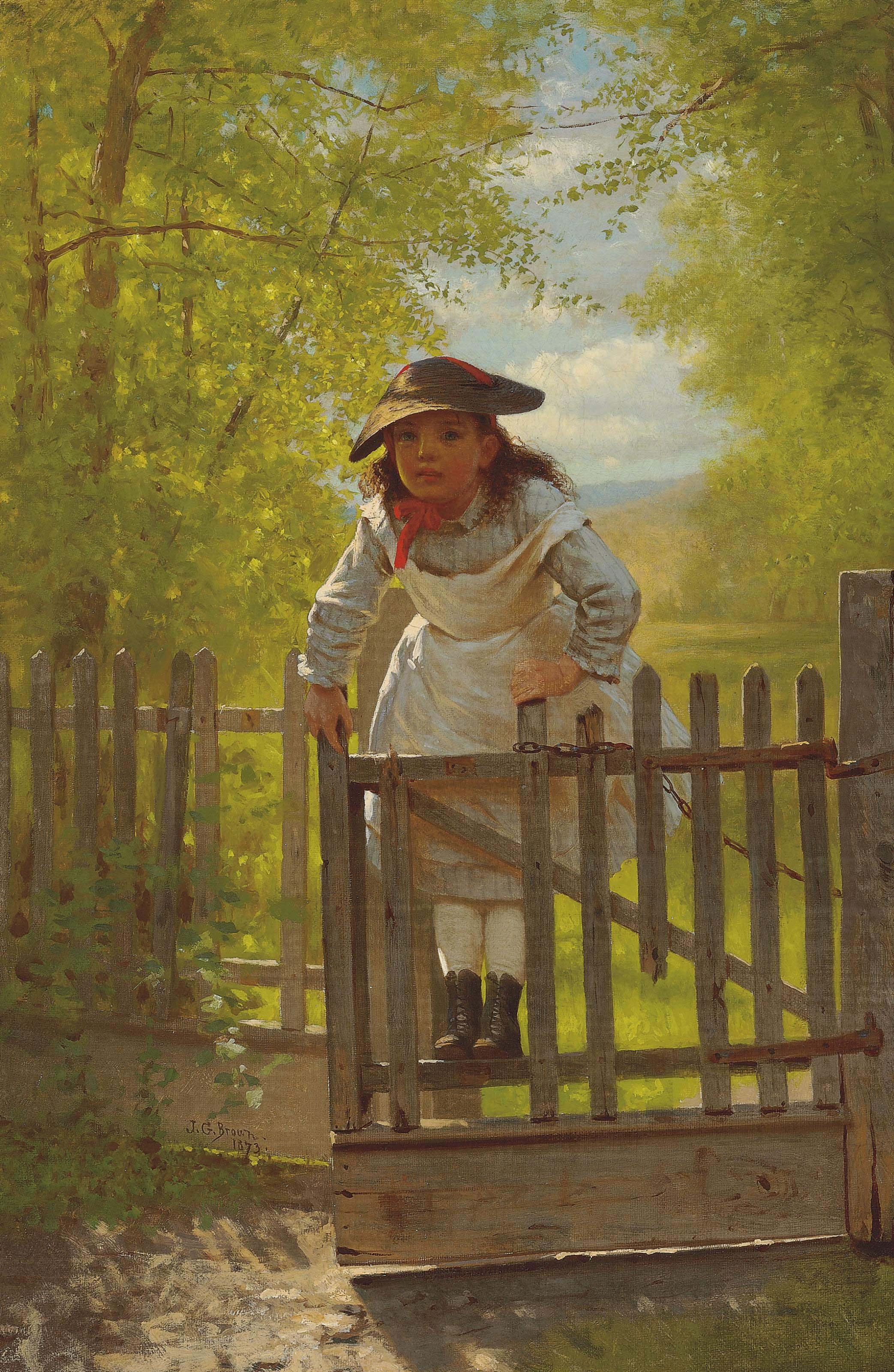
The Tomboy de John George Brown, 1873.

Moleca (Inglês:Tomboys) Maria Homem, Maria Macho, Maria Rapaz, Maria Moleque ou Macheira, são nomes dados a meninas ou mulheres que apresentam características e comportamentos ou expressão de género tipicamente masculina, por exemplo preferência por:
- companhia de meninos e rapazes. E também gosta de profissões e matérias escolares que geralmente associadas a meninos como: Física, matemática, ciência, mecânica, engenharia, química, tecnologia e entre outros.
- brincadeiras que envolvam elevada competitividade ou força física, tais como futebol, lutas, ou subir em árvores. E geralmente gosta de esportes, lutas, videogames, filmes de ação, histórias em quadrinhos, animes e mangás, tatuagens e outras atividades geralmente associada ao homens;[2]
- Utilizam roupas consideradas bem masculinas, como bermudas e entre outras.

Bem como os equivalentes masculinos "maricas", a designação de tomboy pode ou não possuir conotações homossexuais ou homofóbicas, mas também sendo possível atribui-la a mulheres heterosexuais, bissexuais ou homossexuais.
Molecas são populares na mídia de entretenimento como cinema, filmes, séries de televisão, história em quadrinhos, mangás e animes. Na mídia de entretimento, as tomboys podem ser caracterizadas como muito masculinas, a ponto de realmente ser "viril", e não ter nenhum interesses e gostos femininos, ou ser caracterizadas como equilibradas, pois apesar da maioria de suas qualidades e interesses sejam relacionadas aos padrões culturais masculinos, elas também podem demonstrar ter algumas qualidades, interesses e gostos tradicionalmente femininos.

## Etimologia
A palavra "tomboy" é uma amálgama que combina o nome de um menino comum "Tom" com "boy" ("menino" em inglês). Embora esta palavra agora seja usada para se referir a "garotas parecidas com meninos", a etimologia sugere que o significado de tomboy mudou drasticamente ao longo do tempo. Os registros mostram que tomboy costumava se referir a meninos barulhentos em meados do século XVI.
Em português, de maneira regional, encontram-se termos como "moleca", "Maria-homem", "Maria-home", "Maria-Macho", "Maria-tomba-homem" ou "Maria-moleque", bem como diversos substantivos derivados compostos do nome Maria associado a sinônimos de homem.